# Lincoln Cássio de Souza Soares
Lincoln Cássio de Souza Soares, mais conhecido como Lincoln (São Brás do Suaçuí, 22 de Janeiro de 1979), é um ex-futebolista brasileiro que atuava como meia.

## Carreira

### Atlético Mineiro
Lincoln começou a jogar futebol aos nove anos de idade no Atlético Mineiro, onde se profissionalizou aos dezessete e jogou até os vinte e dois anos. No galo, Lincoln conquistou os títulos estaduais de 1999 - quando marcou o gol decisivo na final contra o América — e 2000. Em 1999, o apoiador foi peça fundamental para que o time chegasse à decisão do Campeonato Brasileiro. Mas, desta vez, Lincoln não teve a mesma felicidade e acabou vice-campeão, ao perder a final para o Corinthians,nesta decisão Lincoln acabou sendo expulso por levar dois cartões amarelos na mesma partida.

### Kaiserslautern
O sucesso e as boas apresentações no clube mineiro renderam ao apoiador uma transferência para o Kaiserslautern, da Alemanha. Ele assinou contráto em 2001 pelo Kaiserslautern como sendo um substituto do jogador Ciriaco Sforza, comprado pelo Bayern de Munique. Franzino porém habilidoso, Lincoln teve impacto imediato e contribuiu para uma forte evolução do time alemão. No entanto, problemas internos renderam atritos que geraram uma grande rotatividade de jogadores, prejudicando a equipe e a carreira do jogador. A gota d'água foi quando Lincoln desapareceu na Primavera de 2004. Verificou-se que ele voltou para o Brasil a tratar de uma lesão que aparentemente ele estava sofrendo. Tal decisão não foi aprovada pelo seu clube, o que lhe rendeu uma longa temporada de suspensão. Logo depois, muitos torcedores, dirigentes e jogadores ficaram amargurados pelo fato de que Lincoln deixou o clube num momento crítico, enquanto eles lutavam contra o rebaixamento.

### Schalke 04

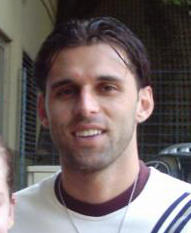
Lincoln no Schalke 04

Depois de três anos no Kaiserslautern, Lincoln foi negociado com o Schalke 04, também da Alemanha.
A reputação de Lincoln estava abalada, e foi visto como surpresa quando o Schalke 04 assinou contráto com o jogador. Entretanto, o seu jogo floresceu no clube de Ruhrgebiet, e o brasileiro foi protagonista na surpreendente campanha 2004-05 Schalke, que lhes valeu o segundo lugar no Bundesliga. Embora Lincoln tenha passado por uma má fase em 2005-06, ele firmemente se estabeleceu como um dos melhores goleadores na Bundesliga. No clube de Gelsenkirchen, atuou por três temporadas e viveu a melhor fase de sua carreira. Nessas três temporadas, Lincoln conquistou uma Copa Intertoto da UEFA, uma Copa da Liga Alemã, dois vice-campeonatos alemão, além de ter sido nomeado um dos cinco melhores jogadores da Bundesliga na temporada 2005/06 pela revista Kicker.

### Galatasaray
Em busca de novos desafios, o futebolista aceitou a proposta do Galatasaray e se transferiu para o futebol turco no início da temporada 2007/2008, e conquistou o campeonato turco e a supercopa da turquia.

### Palmeiras
O jogador voltou para o Brasil em 2010, para atuar no Palmeiras, apesar de ter propostas de outros clubes. O interesse do jogador em atuar pelo Palmeiras era tanto, que ele arcou com o pagamento da multa rescisória, depois repassada parcialmente à equipe brasileira. Não sendo muito usado pelo clube e tendo o segundo maior salário do clube, abriu o interrese do Avaí Futebol Clube.

### Avaí
Infeliz no Palmeiras, Lincoln busca um recomeço assinando com o Avaí Futebol Clube. Será incumbido de recuperar o time catarinense na Série A do Campeonato Brasileiro de Futebol de 2011. Foi apresentado oficialmente no clube no dia 11 de agosto, e passou a usar a camisa de número 99 do time.
Sua estreia pelo time foi pela última rodada do turno do Brasileiro, logo no Clássico de Florianópolis na casa do adversário. O Avaí saiu vencedor de virada por 3 a 2, e Lincoln foi o autor do primeiro gol do time aos 38 minutos do primeiro tempo.
Um fato inusitado marcou negativamente a passagem de Lincoln pelo Avaí, durante o primeiro tempo da partida em que o time saiu derrotado por 2 a 0 para o Vasco da Gama em São Januário, Lincoln teria discutido com o seu companheiro de equipe Diogo Orlando e acertado uma cabeçada no amigo, fato este não registrado pelas câmeras de televisão. Ao chegar ao vestiário, Lincoln foi tentar pedir desculpas ao companheiro que acabou desferindo 3 ou 4 socos em Lincoln.
Após 17 jogos disputados e 4 gols marcados, Lincoln amargou junto com o Avaí o rebaixamento do Campeonato Brasileiro e foi liberado pelo clube um dia após o último jogo do time.

### Coritiba
Em dezembro de 2011, Lincoln foi confirmado como o novo reforço do Coritiba.
Em fevereiro de 2013, problemas internos que envolvem Lincoln voltaram a acontecer, ficando com a reputação abalada com a torcida Coxa-Branca, após ter feito um carrinho em cima de Bottinelli em um treino, o mesmo que faria sua estreia pelo Coritiba, isso acabou custando uma lesão para o meia argentino, com isso Lincoln acabou tendo outra crise em relação a sua reputação.

### Bahia
Em março de 2014, foi emprestado ao Bahia até o fim do ano.

## Seleção Brasileira
Lincoln nunca teve oportunidades com a camisa Canarinha, mas em 2007 foi pré-convocado, pelo técnico Dunga e junto com outros 33 atletas, para a Copa América da Venezuela. O meia, no entanto, acabou de fora do grupo que conquistaria o título sul-americano.

## Títulos
Atlético Mineiro
- Campeonato Mineiro: 1999 e 2000

Schalke 04
- Copa Intertoto da UEFA: 2004
- Copa da Liga Alemã: 2005

Galatasaray
- Campeonato Turco: 2007–08
- Supercopa da Turquia: 2008

Coritiba
- Campeonato Paranaense: 2012 e 2013

Bahia
- Campeonato Baiano: 2014

### Outras Conquistas
Atlético Mineiro
- Copa Centenário de Belo Horizonte: 1997

Palmeiras
- Torneio Gustavo Lacerda Beltrame: 2010

## Premiações
Schalke 04
- Jogador do Mês da Bundesliga (Novembro 2004)
- Jogador do ano do Schalke 04 (2004-05)
- Top 5 jogadores da Bundesliga, Kicker (2006)

## Estatísticas
Até 1 de julho de 2012. 
| Time              | Temporada         | Campeonato Nacional | Campeonato Nacional | Copa Nacional | Copa Nacional | Outro Campeonatos | Outro Campeonatos | Competição Continental | Competição Continental | Total | Total |
| Time              | Temporada         | Jogos               | Gols                | Jogos         | Gols          | Jogos             | Gols              | Jogos                  | Gols                   | Jogos | Gols  |
| ----------------- | ----------------- | ------------------- | ------------------- | ------------- | ------------- | ----------------- | ----------------- | ---------------------- | ---------------------- | ----- | ----- |
| Atlético Mineiro  | 1997              | 1                   | 0                   | 0             | 0             | 0                 | 0                 | 0                      | 0                      | 1     | 0     |
| Atlético Mineiro  | 1998              | 17                  | 2                   | 6             | 4             | 0                 | 0                 | 0                      | 0                      | 23    | 6     |
| Atlético Mineiro  | 1999              | 15                  | 2                   | 2             | 0             | 0                 | 0                 | 0                      | 0                      | 17    | 2     |
| Atlético Mineiro  | 2000              | 16                  | 0                   | 5             | 2             | 0                 | 0                 | 0                      | 0                      | 21    | 2     |
| Atlético Mineiro  | 2001              | 0                   | 0                   | 3             | 0             | 0                 | 0                 | 0                      | 0                      | 3     | 0     |
| Atlético Mineiro  | Total             | 49                  | 4                   | 16            | 6             | 0                 | 0                 | 0                      | 0                      | 65    | 10    |
| Kaiserslautern    | 2001–02           | 27                  | 8                   | -             | -             | -                 | -                 | -                      | -                      | 27    | 8     |
| Kaiserslautern    | 2002–03           | 20                  | 2                   | -             | -             | -                 | -                 | -                      | -                      | 20    | 2     |
| Kaiserslautern    | 2003–04           | 6                   | 2                   | -             | -             | -                 | -                 | -                      | -                      | 6     | 2     |
| Kaiserslautern    | Total             | 53                  | 12                  | 0             | 0             | 0                 | 0                 | 0                      | 0                      | 53    | 12    |
| Schalke 04        | 2004–05           | 31                  | 12                  | -             | -             | -                 | -                 | 5                      | 1                      | 36    | 13    |
| Schalke 04        | 2005–06           | 29                  | 5                   | -             | -             | -                 | -                 | 12                     | 6                      | 41    | 11    |
| Schalke 04        | 2006–07           | 23                  | 3                   | -             | -             | -                 | -                 | 2                      | 0                      | 25    | 3     |
| Schalke 04        | Total             | 83                  | 20                  | 0             | 0             | 0                 | 0                 | 19                     | 7                      | 102   | 27    |
| Galatasaray       | 2007-08           | 19                  | 5                   | 2             | 0             | 1                 | 0                 | 7                      | 2                      | 29    | 7     |
| Galatasaray       | 2008-09           | 23                  | 8                   | 3             | 0             | -                 | -                 | 12                     | 1                      | 38    | 9     |
| Galatasaray       | Total             | 42                  | 13                  | 5             | 0             | 1                 | 0                 | 19                     | 3                      | 67    | 16    |
| Palmeiras         | 2010              | 19                  | 3                   | 5             | 2             | 3                 | 1                 | 5                      | 0                      | 32    | 6     |
| Palmeiras         | 2011              | 5                   | 0                   | 2             | 0             | 6                 | 0                 | 0                      | 0                      | 13    | 0     |
| Palmeiras         | Total             | 24                  | 3                   | 7             | 2             | 9                 | 1                 | 5                      | 0                      | 45    | 6     |
| Avaí              | 2011              | 17                  | 4                   | 0             | 0             | 0                 | 0                 | 0                      | 0                      | 17    | 4     |
| Coritiba          | 2012              | 7                   | 3                   | 9             | 0             | 20                | 8                 | 0                      | 0                      | 36    | 11    |
| Total na Carreira | Total na Carreira | 275                 | 66                  | 37            | 8             | 30                | 9                 | 43                     | 10                     | 385   | 86    |